# Koronarne arterije
Koronarne arterije, nazivaju se još i srčane arterije (lat. arteriae coronariae), su krvni sudovi koji snabdevaju krvlju srčani mišić. Postoje dve koronarne arterije, leva i desna, i obe su grane ushodnog dela aorte. Nastaju iz početnog, proširenog dela aorte koji se naziva bulbus, i koji sa odgovarajućim levim i desnim polumesečastim zaliskom aorte, u vidu džepa formira odgovarajući Valsalveov aortični sinus. Obe arterije su pokrivene tankim listom srčane maramice, i nalaze se u prostoru ispod njega, u takozvanim koronarnim žlebovima.
Koronarne arterije spadaju u grupu funkcionalno terminalnih krvnih sudova, odnosno onu grupu krvnih sudova čije su spojnice malog kalibra, tako da u slučaju opstrukcije šupljine krvnog suda najčešće dolazi do smanjene oksigenacije srčanog mišića, i samim tim razvoja akutnog infarkta miokarda različitog stepena.

## Trivia
U vreme vladavine komunizma, u Srbiji je bilo zabranjeno javno koristiti termin koronarne arterije zbog asocijacije na krunu i monarhizam, već se morao koristiti izraz venačne arterije.